# Estación San Andrés (Guadalajara)
San Andrés es la cuarta estación de la Línea 2 del Tren Ligero de Guadalajara en sentido oriente a poniente, y séptima en sentido opuesto.
La estación conecta con los ejes Francisco Sarabia, Ventura Anaya y Felipe Ángeles. Toma su nombre del Barrio de San Andrés en el cual se encuentra, siendo uno de los más populares del Sector Libertad de Guadalajara.
El logotipo representa la abundancia de agua que había en lo que antes fue el poblado de Aquepaque, donde actualmente son las colonias de San Andrés y Santos Degollado.

## Puntos de interés
- Parroquia de San Andrés
- Mercado de San Andrés
- San Andrés
- Mercado Felipe Ángeles.
- Tianguis Francisco Villa Calle 72 (Jueves).